# Sérézin-du-Rhône
Sérézin-du-Rhône är en kommun i departementet Rhône i regionen Auvergne-Rhône-Alpes i östra Frankrike. Kommunen ligger i kantonen Saint-Symphorien-d'Ozon som tillhör arrondissementet Lyon. År 2022 hade Sérézin-du-Rhône 3 057 invånare.

## Befolkningsutveckling
Antalet invånare i kommunen Sérézin-du-Rhône
| Referens: INSEE |